# بردگان زیرزمینی
بردگان زیرزمینی (به انگلیسی: Slaves to the Undergroun) یک فیلم درام آمریکایی محصول سال ۱۹۹۷ به کارگردانی کریستین پیترسون با بازی مولی گروس، جیسون بورز و مارسیا رایان است.